# Coca Cola Kid
Pour plus de détails, voir Fiche technique et Distribution.
Coca Cola Kid (The Coca-Cola Kid) est un film australien réalisé par Dušan Makavejev, sorti en 1985.

## Synopsis
En Australie, le médiateur d'une grande enseigne de boisson sucrée tente de distribuer la marque dans une région jusque-là dévouée à un producteur local.

## Fiche technique
- Titre français : Coca Cola Kid
- Titre original : The Coca-Cola Kid
- Réalisation : Dušan Makavejev
- Scénario : Frank Moorhouse
- Musique : William Motzing
- Photographie : Dean Semler
- Montage : John Scott
- Production : David Roe
- Sociétés de production : Cinema Enterprises & Grand Bay Films International Pty.
- Société de distribution : Roadshow Distributors
- Pays :  Australie
- Langue : Anglais
- Format : Couleurs - 1,85:1 - Dolby - 35 mm
- Genre : Comédie dramatique
- Durée : 97 min

## Distribution
- Eric Roberts : Becker
- Greta Scacchi : Terri
- Bill Kerr : T. George McDowell
- Max Gillies : Frank Hunter
- Rebecca Smart : Rebecca dit 'ZMD'
- Paul Chubb : Fred
- David Slingsby : Le serveur de l'hôtel
- Chris Haywood : Kim
- Esben Storm : Le réceptionniste de l'hôtel
- Tony Barry : Le Bushman
- Kris McQuade : Juliana
- Tim Finn : Philip
- Colleen Clifford : Mme Haversham
- Steve Dodd : Mister Joe

## Distinctions

### Nominations
- AACTA Awards :
  - Meilleur scénario adapté pour Frank Moorhouse
  - Meilleure musique de film pour William Motzing et Tim Finn
  - Meilleur son pour Mark Lewis, Gethin Creagh, Martin Oswin, Dean Gawen et Helen Brown
  - Meilleurs décors pour Graham 'Grace' Walker
  - Meilleurs costumes pour Terry Ryan
  - Meilleur montage pour monteur
  - Meilleure photographie pour Dean Semler

- Festival de Cannes :
  - Palme d'or pour Dušan Makavejev